# Loxosceles spinulosa
Espèce
Loxosceles spinulosa est une espèce d'araignées aranéomorphes de la famille des Sicariidae.

## Distribution
Cette espèce est endémique d'Afrique du Sud. Elle se rencontre au Cap-Occidental et au Cap-Oriental.

## Description
La femelle holotype mesure 6 mm.

## Taxinomie
Les espèces Loxosceles bergeri, Loxosceles pilosa et Loxosceles simillima ont été relevées de leurs synonymies avec Loxosceles spinulosa par Lotz en 2012 ou elle avait été placée par Newlands en 1975.

## Publication originale
- Purcell, 1904 : Descriptions of new genera and species of South African spiders. Transactions of the South African Philosophical Society, vol. 15, p. 115-173 (texte intégral).